# Retiro (linea E metropolitana di Buenos Aires)
Retiro è una stazione della metropolitana di Buenos Aires, capolinea della linea E. Si trova sotto Avenida Dr. José Ramos Mejía, presso l'intersezione con Avenida del Libertador, nel barrio di Retiro.
È un'importante stazione di scambio perché permette l'accesso all'omonima stazione della linea C, sia alle stazioni di Retiro Mitre, Retiro Belgrano e Retiro San Martín e all'Autostazione di Retiro.

## Storia
La stazione fu inaugurata il 3 giugno 2019, quando fu attivato il segmento Bolívar-Retiro della linea E.

## Interscambi
Nelle vicinanze della stazione effettuano fermata diverse linee di autobus urbani ed interurbani.
- Fermata metropolitana (Retiro, linea C)
- Stazione ferroviaria (Stazione di Retiro Mitre)
- Stazione ferroviaria (Stazione di Retiro Belgrano)
- Stazione ferroviaria (Stazione di Retiro San Martín)
- Fermata autobus

## Servizi
La stazione dispone di:
- Accessibilità per portatori di handicap
- Ascensori
- Scale mobili
- Biglietteria a sportello
- Biglietteria automatica